# Ebenezer Baptist Church

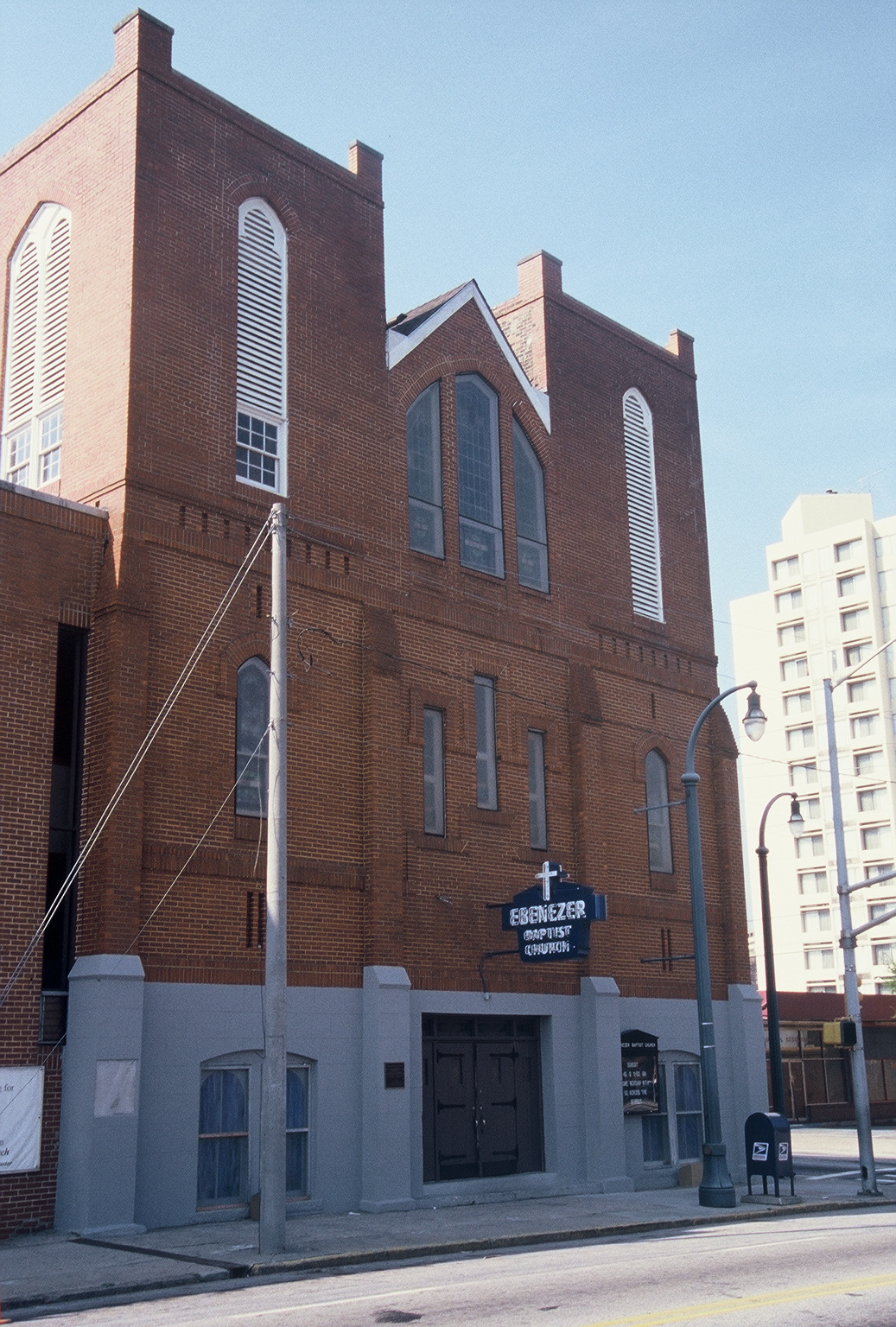
Ebenezer Baptist Church

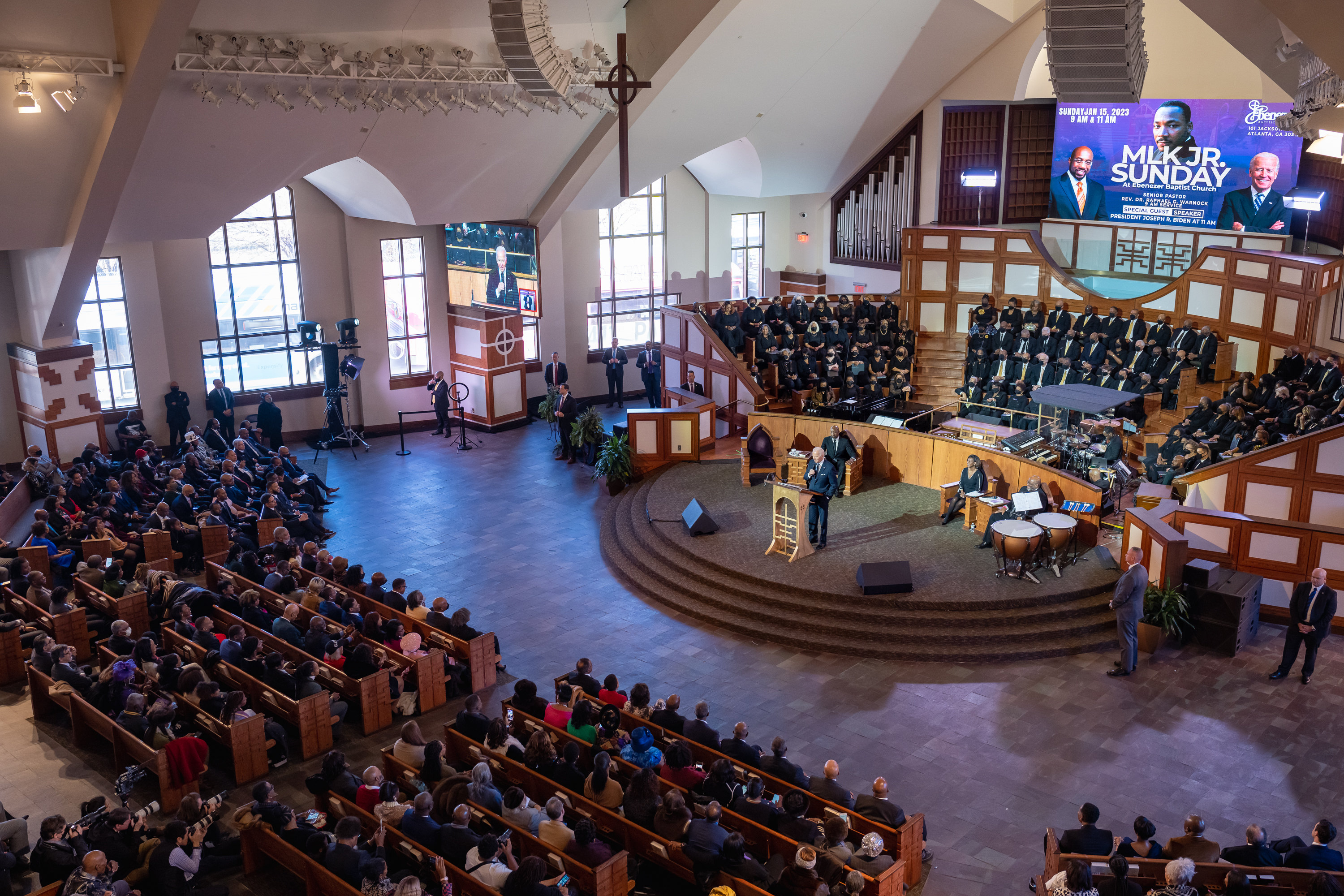
Gottesdienst im Januar 2023 im Horizon Sanctuary auf dem Kirchengelände.

Die Ebenezer Baptist Church ist das Kirchengebäude einer Baptistengemeinde in Atlanta, Georgia, in den Vereinigten Staaten. Sie ist Teil der Progressive National Baptist Convention und der American Baptist Churches USA. Die Kirche befindet sich auf dem historischen Gebiet, das heute Martin Luther King, Jr. National Historical Park heißt und ist als Teilbauwerk dort seit dem Jahr 1974 in das National Register of Historic Places eingetragen.

## Geschichte
Es war die Kirche, in der Martin Luther King, Jr. von 1960 bis zu seiner Ermordung im Jahr 1968 Co-Pastor war. Sowohl die Beerdigungsfeiern von King als auch die des Kongressabgeordneten John Lewis fanden hier statt.
Die Kirchengemeinde wurde 1886 von Pastor John A. Parker gegründet. Mit dem Bau der Ebenezer Baptist Church wurde 1914 an der Ecke Auburn Avenue und Jackson Street unter Reverend Adam D. Williams begonnen, im Jahr 1922 erfolgte die Fertigstellung. Im Jahr 1927 wurde Martin Luther King, Sr. – bekannt als „Daddy King“ – Assistenzpastor.

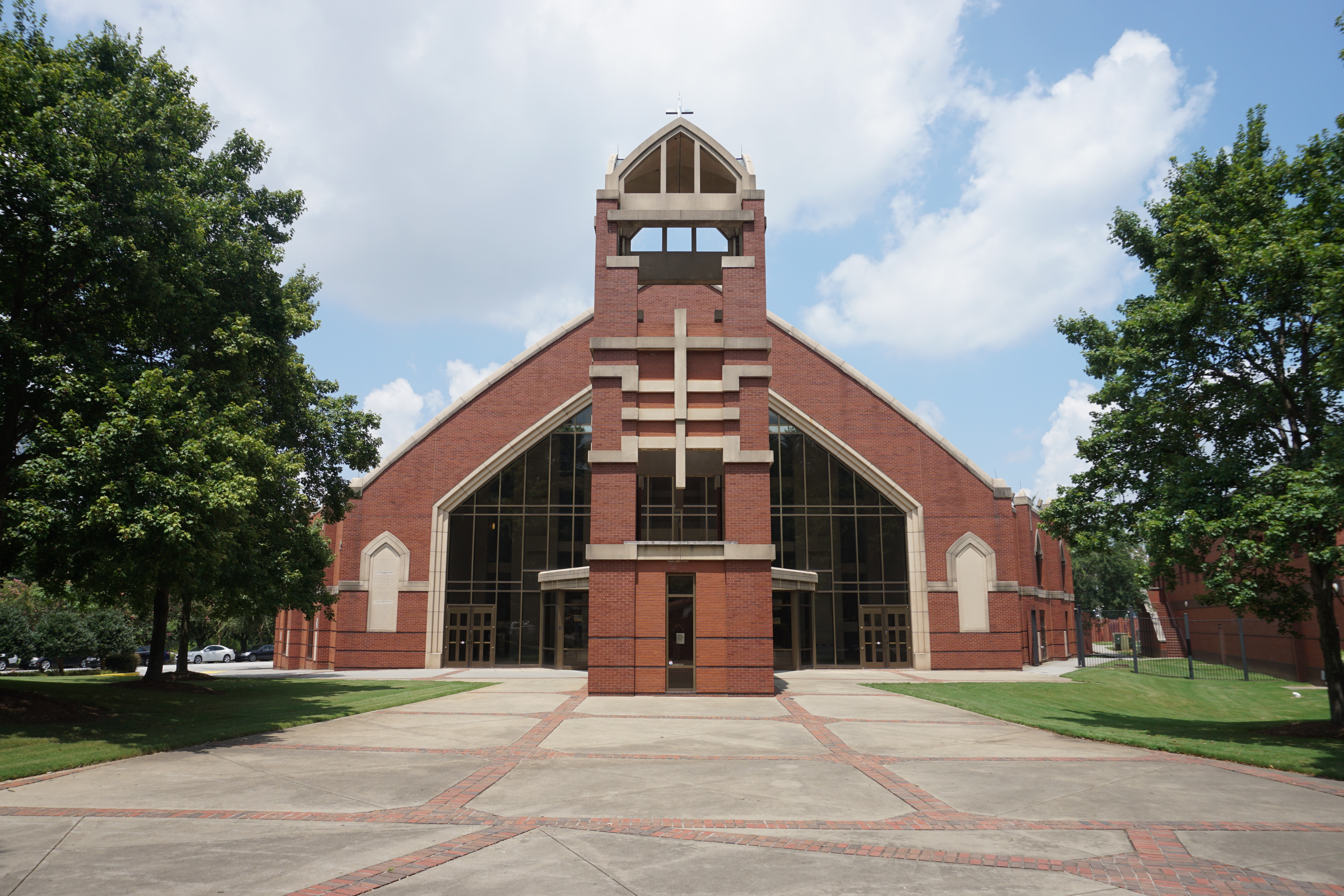
Horizon Sanctuary im Jahr 2016

1999 wurde ein neues Kirchengebäude mit 1700 Sitzplätzen, das sogenannte Horizon Sanctuary, auf dem Gelände des Martin Luther King, Jr. National Historical Park eröffnet.
Im Jahr 2005 wurde Raphael Warnock, der spätere demokratische Senatskandidat für den Bundesstaat Georgia, zum Hauptpastor ernannt.
Am 15. Januar 2023 sprach der „sitting president“ Joe Biden in der Kirche, einen Tag vor dem Martin-Luther-King-Jr.-Tag, über Demokratie und Wahlrecht in der heutigen Zeit.